# Netrunner
Netrunner — операционная система, использующая ядро Linux. В прошлом была основана на Kubuntu, но начиная с версии 16.09, дистрибутив стал базироваться на основе Debian. Развивается при поддержке компании Blue Systems, предоставляющей финансовую поддержку разработчикам KDE-редакции дистрибутива Linux Mint и участвующей в разработке Kubuntu. Netrunner поставляется в двух изданиях: Netrunner Desktop, и Netrunner Core. Дистрибутив поддерживает компьютеры, ноутбуки, и нетбуки на базе процессоров AMD, Intel, а также микрокомпьютер, такой как Odroid C1.
Netrunner развивается в направлении бесшовной интеграции в KDE-окружение Wine и GTK-программ, таких как Firefox, Thunderbird, Dropbox, Pidgin и LibreOffice.
Бывшие релизы Netrunner, которые основывались на Kubuntu, продолжил выпускать дистрибутив Maui Linux, который сейчас основывается на KDE neon.

## Обзор
Blue Systems, компания, которая была спонсором Kubuntu, предлагает Netrunner как дистрибутив для повседневного использования с графической оболочкой KDE Plasma. Он предназначен для новых пользователей, а также для пользователей, работающих с Linux. Plasma Desktop позволяет легко настраивать рабочий стол по собственному вкусу. Netrunner также предназначен для пользователей, которым нужна операционная система, которая работает «из коробки», сокращая время для добавления кодеков, и основных улучшений вручную после установки.
Netrunner Desktop доступен только как 64-разрядная версия, а Netrunner Core — как 64-битные, так и для ARM-компьютеров Pinebook, и Odroid C1.

## Программное обеспечение по умолчанию
Программное обеспечение в Netrunner по умолчанию следующее:
- GNU
- KDE Plasma
- Mozilla Firefox
- Mozilla Thunderbird
- VLC Media Player
- LibreOffice
- GIMP
- Krita
- Gwenview
- Kdenlive
- Inkscape
- Samba Mounter
- Steam
- VirtualBox

## Возможности
Netrunner поставляется со следующими возможностями:
- Установка: графическая.
- Графическая оболочка: KDE Plasma.
- Программное обеспечение: популярные программы.
- Кодеки: поддерживает многие кодеки.
- Пакетный менеджер: dpkg + APT + фронтенды APT: Synaptic.
- Поддержка архитектур: amd64, armhf.
- Многоязычный: да.

## История версий
Ниже приведена история выпусков для Netrunner Core и Desktop:
| Версия                  | Дата релиза | Основан на                              |
| ----------------------- | ----------- | --------------------------------------- |
| Netrunner Desktop 18.03 | 2018-03-11  | Debian Testing с Plasma 5.12            |
| Netrunner Desktop 17.10 | 2017-11-12  | Debian Testing (20170923)               |
| Netrunner Desktop 17.06 | 2017-07-01  | Неизвестно                              |
| Netrunner Desktop 17.03 | 2017-03-31  | Неизвестно                              |
| Netrunner Core 17.01    | 2017-01-01  | Debian Testing (20161211); Plasma 5.8.2 |
| Netrunner Desktop 17.01 | 2017-01-01  | Debian Testing (20161211)               |
| Netrunner Desktop 16.09 | 2016-11-05  | Debian 8 Jessie                         |
| Netrunner Core 16.09    | 2016-10-23  | Debian 8 Jessie                         |

Ниже приведён список версий Netrunner, основанных на Kubuntu, которые продолжаются как Maui Linux:
| Версия                                  | Дата релиза | Основан на            |
| --------------------------------------- | ----------- | --------------------- |
| Maui 1, Aurora                          | 2016-08-14  | KDE neon (Xenial LTS) |
| Netrunner 17 Horizon                    | 2015-11-23  | Kubuntu «wily»        |
| Netrunner 16 Ozymandias                 | 2015-05-16  | Kubuntu «vivid»       |
| Netrunner 15 Prometheus                 | 2015-02-15  | Kubuntu «utopic»      |
| Netrunner 14.2 Frontier                 | 2015-09-16  | Kubuntu «trusty»(LTS) |
| Netrunner 14.1 Frontier                 | 2015-01-24  | Kubuntu «trusty»(LTS) |
| Netrunner 14 Frontier                   | 2014-06-22  | Kubuntu «trusty»(LTS) |
| Netrunner 13.12 Enigma II               | 2014-01-13  | Kubuntu «saucy»       |
| Netrunner 13.06 Enigma                  | 2013-07-05  | Kubuntu «raring»      |
| Netrunner 12.12 Dryland — Third Edition | 2012-12-22  | Kubuntu «quantal»     |
| Netrunner 4.2 Dryland-2                 | 2012-06-20  | Kubuntu «precise»     |
| Netrunner 4.0 Dryland                   | 2011-12-29  | Kubuntu «oneiric»     |
| Netrunner 3 Chromatic                   | 2011-04-14  | Kubuntu «natty»       |
| Netrunner 2 Blacklight                  | 2010-07-15  | Kubuntu «lucid»       |
| Netrunner 1 Albedo                      | 2010-03-18  | Linux Mint «karmic»   |

Также приведена история выпусков Netrunner Rolling:
| Версия                      | Дата релиза | Основан на                    |
| --------------------------- | ----------- | ----------------------------- |
| Netrunner Rolling 2018.08   | 2018-08-05  | Ядро Linux 4.17, KDE 5.13.3   |
| Netrunner Rolling 2018.01   | 2018-01-26  | Manjaro/Arch Plasma 5.11.5    |
| Netrunner Rolling 2017.07   | 2017-07-18  | Ядро Linux 4.11.8, KDE 5.10.3 |
| Netrunner Rolling 2016.01   | 2016-02-27  |                               |
| Netrunner Rolling 2015.11   | 2015-11-13  | Manjaro KDE 15.09 UP6         |
| Netrunner Rolling 2015.09   | 2015-10-03  | Manjaro KDE 15.09             |
| Netrunner Rolling 2014.09.1 | 2014-09-25  | Manjaro KDE 0.8.10            |
| Netrunner Rolling 2014.04   | 2014-04-04  | Manjaro KDE 0.8.9             |

## Мнения
Dedoimedo рассмотрел Netrunner 4.2 «Dryland»:
С чисто технической точки зрения вы получаете сбои во время сеанса, сбои во время установки, диспетчер пакетов с неподписанными репозиториями, который в конечном итоге приводит к искажению некоторых приложений, программ с личным выбором, непригодным для массового использования, низкой производительности сети, отсутствующей помощи файлы, неполные функциональные возможности Touchpad, отсутствие эффектов на рабочем столе, отсутствующие значки, WebAccounts, и есть ещё больше, чтобы указать проблемы, и жаловаться.
Джесси Смит из DistroWatch Weekly написала обзор Netrunner 4.2:
При тестировании Netrunner, мне показалось, что это дистрибутив, в некотором роде, противоположно проекту Peppermint. Оба проекта сосредоточены на облачных сервисах, но там, где Peppermint является небольшим, быстрым и минимальным, Netrunner полностью имеет большой рабочий стол, большим количеством местного программного обеспечения, и дополнительных услуг. Я бы предположила, что разработчики Netrunner хотят, чтобы люди могли испытать лучшее из обоих средств, локальных, и облачных. Во всяком случае, Netrunner — интересный дистрибутив, он пытается что-то по-другому, и, хотя, он не совсем подходит по мне из-за стиля, я думаю, что они делают, они преуспевают.
LinuxInsider написал пост. Это был обзор Netrunner 13:
Одна из лучших возможностей Netrunner — умная интеграция с веб-приложениями. Я был впечатлён гибкостью, и простотой доступа к этим приложениям.
Hectic Geek также рассмотрел Netrunner 14.